# IC 4581
IC 4581 — галактика типу SBc () у сузір'ї Північна Корона.
Цей об'єкт міститься в оригінальній редакції індексного каталогу.